# Synclisia
Synclisia é um género botânico pertencente à família Menispermaceae.

## Espécies
- Synclisia ferruginea
- Synclisia junodii
- Synclisia leonensis
- Synclisia scabrida
- Synclisia villosa
- Synclisia zambesiaca

1. ↑  «Synclisia — World Flora Online». www.worldfloraonline.org. Consultado em 19 de agosto de 2020